# Acusana frondosa
Acusana frondosa är en insektsart som beskrevs av Delong 1942. Acusana frondosa ingår i släktet Acusana och familjen dvärgstritar. Inga underarter finns listade i Catalogue of Life.